# SexyBack
„SexyBack“ je singl Justina Timberlaka a Timbalanda, jde o pilotní singl z alba FutureSex/LoveSounds. Obdržel i cenu Grammy za nejlepší taneční nahrávku. Tato píseň je prozatím nejúspěšnější v kariéře Justina Timberlaka.
„SexyBack“ se stal také nejdéle kralujícím číslem jedna v Billboard Hot 100 za rok 2006, na špici žebříčku pobyl celých sedm týdnů.

## Videoklip
Videoklip k písni se natáčel v Barceloně v jedné z luxusních budov a můžeme v něm vidět i španělskou herečku Elenu Anaya.
Režisér klipu Michael Haussman se inspiroval Madonniným klipem k písni Take a Bow. Premiéru měl klip na televizní stanici MTV 25. června 2006.

## Úspěchy
„SexyBack“ se stal druhým nejprodávanějším singlem roku 2006 za jeden týden. V jednom týdnu se jej prodalo přes 250 000 nosičů. Předstihla jej jen Shakira s písní „Hips Don't Lie“. Celkem se se „SexyBack“ stáhlo přes 1 milion nosičů. Ve Velké Británii se za rok 2006 stal 10. nejprodávanějším singlem.

## Umístění ve světě
| Hitparáda        | Umístění |
| ---------------- | -------- |
| USA              | 1        |
| Evropa           | 1        |
| Austrálie        | 1        |
| Brazílie         | 1        |
| Irsko            | 1        |
| Lotyšsko         | 1        |
| Nový Zéland      | 1        |
| Singapur         | 1        |
| Velká Británie   | 1        |
| Svět             | 1        |
| Dánsko           | 1        |
| Finsko           | 1        |
| Německo          | 1        |
| Belgie           | 2        |
| Polsko           | 2        |
| Švýcarsko        | 2        |
| Turecko          | 2        |
| Bulharsko        | 2        |
| Kanada           | 3        |
| Maďarsko         | 3        |
| Finsko           | 3        |
| Itálie           | 3        |
| Švédsko          | 4        |
| Rumunsko         | 4        |
| Rakousko         | 5        |
| Nizozemsko       | 5        |
| Francie          | 8        |
| Řecko            | 10       |
| Rusko            | 11       |
| Česko            | 12       |
| Kolumbie         | 20       |
| Argentina        | 23       |
| Mexiko           | 24       |
| Latinská Amerika | 34       |

## Úryvek textu
I’m bringing sexy back
You mother fuckers watch how I attack
If that’s your girl you better watch your back
Cause she’ll burn it up for me and that’s a fact